# Powiat Mihara
Powiat Mihara (jap. 御原郡 Mihara-gun) – dawny powiat w Japonii, w prefekturze Fukuoka.

## Historia

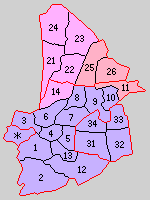
Powiat Mihara (21–26 – 1889 r.)

W pierwszym roku okresu Meiji na terenie powiatu znajdowały się 1 miejscowość i 36 wiosek.
Powiat został założony 1 listopada 1878 roku. 1 kwietnia 1889 roku powiat został podzielony na 6 wiosek: Ogōri, Mihara, Tateishi, Mikuni, Tachiarai i Hongō.
1 kwietnia 1896 roku powiat Mihara został włączony w teren nowo powstałego powiatu Mii. W wyniku tego połączenia powiat został rozwiązany.